# Пілузька печера
Пілузька печера — печера, розташована в Абхазії, Гудаутському районі, на південному схилі Бзибського масиву. Протяжність 360 м, глибина −140 м, площа 400 м², об'єм 2600 м³, висота входу близько 1700 м.

## Складнощі проходження печери
Категорія складності 2Б.

## Опис печери
Шахта починається 20-м колодязем щільовидної форми, що закінчується гротом. Дно його завалено брилами. З грота йдуть два ходи. Південний похилий хід пішов сніжно-льодовим язиком в грот, що знаходиться на глибині −49 м. Хід через серію колодязів приводить до гроту на глибині −70 м, з якого починається вузький меандровий колодязь. Колодязь закінчується на глибині −140 м вузької непрохідною щілиною. Закладена в нижньокрейдових вапняках.

## Історія дослідження
Відкрита в 1975 р. Досліджувалася експедиціями томських спелеологів в 1975 р. (кер. В. Л. Лорінман) — і в 1980 р. (кер. В. Д. Чуйков).